# Rzeczoznawca majątkowy
Rzeczoznawca majątkowy – osoba fizyczna posiadająca w Polsce uprawnienia zawodowe w zakresie szacowania nieruchomości nadane przez Ministra Rozwoju lub jego poprzedników prawnych w trybie ustawy:
- z dnia 17 maja 1989 roku Prawo geodezyjne i kartograficzne[1],
- z dnia 21 sierpnia 1997 roku o gospodarce nieruchomościami[2].

Uprawnienia zawodowe uzyskuje się przez zdanie egzaminu przed Państwową Komisją Kwalifikacyjną. Aby być dopuszczonym do postępowania kwalifikacyjnego, którego częścią jest egzamin, należy posiadać wykształcenie wyższe. Oprócz tego należy mieć ukończone studia podyplomowe z zakresu wyceny nieruchomości. Obowiązek ten nie dotyczy osoby, która ukończyła studia wyższe o programie zgodnym z minimami programowymi dla studiów podyplomowych. Stosowne minimum programowe określa minister właściwy ds. budownictwa, planowania i zagospodarowania przestrzennego oraz mieszkalnictwa – obecnie minister rozwoju. Należy także odbyć półroczną praktykę zawodową.
Nie jest rzeczoznawcą majątkowym osoba, której nadano przed 29 listopada 1991 roku uprawnienia do szacowania gruntów, z wyłączeniem ich części składowych w trybie ustawy „prawo geodezyjne i kartograficzne”. Nie wyłącza to możliwości szacowania przez tę osobę wyłącznie gruntów, zgodnie z art. 231 ust. 2 ustawy o gospodarce nieruchomościami. Osoba taka nie ma prawa używać pieczęci właściwej dla rzeczoznawców majątkowych.
Prowadzenie działalności zawodowej w zakresie rzeczoznawcy majątkowego bez stosownych uprawnień grozi karą grzywny (art. 198 ustawy). Rzeczoznawca majątkowy uzyskuje prawo wykonywania czynności zawodowych od dnia wpisu do centralnego rejestru rzeczoznawców majątkowych prowadzonego przez ministra rozwoju. Rejestry publikowane są w Dzienniku Urzędowym MR oraz na stronach internetowych ministerstwa.

## Uprawnienia rzeczoznawcy majątkowego
1. uprawniony i zobowiązany do prowadzenia działalności zawodowej na podstawie przepisów prawa i standardów zawodowych.
2. ma prawo do określenia wartości nieruchomości, a także maszyn i urządzeń trwale związanych z nieruchomością, a w szczególności:
  1. dotyczy to wszystkich rodzajów nieruchomości i ich części składowych, bez względu na rodzaj, położenie i przeznaczenie, a także bez względu na podmiot własności.
  2. Oprócz wyceny nieruchomości stanowiących przedmiot prawa własności albo prawa użytkowania wieczystego, rzeczoznawca ma prawo do określania innych praw do nieruchomości, w tym ograniczonych praw rzeczowych i praw zobowiązaniowych.
  3. Rzeczoznawca majątkowy określa wartość szkód lub nakładów dotyczących nieruchomości, a także ich części składowych.

Wycena nieruchomości sporządzana jest w formie operatu szacunkowego – forma pisemna.
W wyniku wyceny nieruchomości rzeczoznawca określa:
- Wartość rynkową nieruchomości,
- Wartość odtworzeniową nieruchomości,
- Propozycję bankowo-hipoteczną wartości nieruchomości,
- Wartość katastralną nieruchomości.

W wyniku wyceny określeniu może podlegać także:
- Wartość dla indywidualnych potrzeb inwestora,
- Koszt odtworzenia obiektów budowlanych.
- Koszt odtworzenia drzewostanów leśnych lub zadrzewień, plantacji kultur wieloletnich, a także zasiewów i upraw.

Wybór właściwego podejścia oraz metody i techniki wyceny z uwzględnieniem zasad wynikających z ustawy o gospodarce nieruchomościami należy wyłącznie do rzeczoznawcy majątkowego, chyba że wynika on wyraźnie z przepisów prawa. Rzeczoznawca majątkowy może żądać od właściwych organów i sądów udostępnienia mu danych, jakie zostały wymienione w ustawie o gospodarce nieruchomościami, niezbędnych do prawidłowego wykonania jego zawodu. Rzeczoznawca ma prawo do sporządzania wpisów i wyrysów z danych i dokumentów, a także poświadczania tych dokumentów dla potrzeb wyceny.

## Obowiązki rzeczoznawcy majątkowego
Powinien pracować, określając wartość nieruchomości:
- Zgodnie z przepisami prawa,
- Zgodnie z obowiązującymi standardami,
- Zgodnie z Kodeksem Etyki Zawodowej,
- Z zachowaniem szczególnej staranności ze względu na charakter zawodu,
- W sposób obiektywny i niezależny.

Można odmówić wykonania wyceny w warunkach zagrażających jego obiektywizmowi (konflikt, niedozwolone naciski, itp.).